# Estouches
Estouches [ɛst̪uʃ] era una comuna francesa situada en el departamento de Essonne, de la región de Isla de Francia. El 1 de enero de 2019, fusionó con Méréville y pasó a ser una comuna delegada de la comuna nueva de Le Mérévillois.

## Geografía
Está ubicada en la extremidad sur del departamento, a 15 km al sur de Étampes y 4 km de Méréville.

## Demografía
| 150 | 115 | 113 | 179 | 189 | 182 | 206 | 246 |
| Para los censos de 1962 a 1999 la población legal corresponde a la población sin duplicidades (Fuente: INSEE [Consultar]) |     |     |     |     |     |     |     |